# The Paul Butterfield Blues Band (album)
Pour le groupe et son leader, voir Paul Butterfield.
Albums de Paul Butterfield Blues Band
The Original Lost Elektra Sessions
(1995) East-West
(1966)
The Paul Butterfield Blues Band est le premier album du groupe de blues américain The Paul Butterfield Blues Band.

## L'album
Cet album est un des premiers albums de blues interprété par des blancs. Il est aussi un des premiers albums interprété par des musiciens multiraciaux et est considéré comme un précurseur du British blues. 7 titres sur 11 sont des reprises.

Mark Naftalin a rejoint le groupe pendant les sessions d'enregistrement. Les titres enregistrés sans lui avant son arrivée ne seront pas retenus pour l'album mais seront finalement édités en 1995 sous le titre The Original Lost Elektra Sessions. C'est le dernier album avec Sam Lay.
En 1997, l'album est intronisé au Blues Hall of Fame de la Blues Foundation dans la catégorie « Enregistrements classiques du Blues ». En 2003, le magazine Rolling Stone a classé cet album parmi les 500 plus grands albums de tous les temps (476e place).

## Les musiciens
Paul Butterfield : voix, harmonica

Elvin Bishop : guitare

Mike Bloomfield : guitare

Jerome Arnold : basse

Sam Lay : batterie

Mark Naftalin : claviers

## Les titres
| No  | Titre                  | Durée |
| --- | ---------------------- | ----- |
| 1.  | Born in Chicago        | 2:55  |
| 2.  | Shake Your Moneymaker  | 2:27  |
| 3.  | Blues With a Feeling   | 4:20  |
| 4.  | Thank You Mr. Poobah   | 4:05  |
| 5.  | I Got My Mojo Working  | 3:30  |
| 6.  | Mellow Down Easy       | 2:48  |
| 7.  | Screamin'              | 4:30  |
| 8.  | Our Love Is Drifting   | 3:25  |
| 9.  | Mystery Train          | 2:45  |
| 10. | Last Night             | 4:15  |
| 11. | Look Over Yonders Wall | 2:23  |

## Informations sur le contenu de l'album
- Born in Chicago a été composé par Nick Gravenites pour Paul Butterfield.
- Shake Your Moneymaker est une reprise d'Elmore James (1961).
- Blues With a Feeling est une reprise de Little Walter (1953).
- I Got My Mojo Working est une chanson d'Ann Cole de 1956 popularisée en 1957 par Muddy Waters.
- I Got My Mojo Working est chanté par Sam Lay.
- Mellow Down Easy est une chanson de Little Walter composée par Willie Dixon en 1954.
- Mystery Train est une composition de Junior Parker de 1953 popularisée en 1957 par Elvis Presley.
- Last Night est une composition de Scrapper Blackwell de 1935 popularisée en 1957 par Little Walter.
- Look Over Yonders Wall est une reprise d'Elmore James (1961).